# Jürgen Uteß
Jürgen Uteß (* 27. Oktober 1957 in Greifswald) ist ein ehemaliger deutscher Fußballspieler. In der höchsten Spielklasse des DDR-Fußballs, der Oberliga, spielte er für den FC Hansa Rostock.

## Sportliche Laufbahn

### Gemeinschafts- und Clubstationen
Uteß begann 1964 bei der BSG Einheit Greifswald Fußball zu spielen. Von dort, mittlerweile in BSG KKW Greifswald Nord umbenannt, wurde er 1972 zum FC Hansa Rostock delegiert, für den der 1,80 Meter große Abwehrspieler von September 1976 bis September 1987 in der DDR-Oberliga und zweitklassigen -Liga spielte. Sein Debüt im ostdeutschen Oberhaus feierte der damals 18-jährige Uteß am 3. Spieltag der Saison 1976/77 bei der 2:3-Heimniederlage gegen den BFC Dynamo. 14 Minuten vor Spielende wurde er für Michael Mischinger von Trainer Helmut Hergesell auf den Platz geschickt.
In den Spielzeiten 1976/77, 1978/79 und 1985/86 stieg er mit Hansa aus der Oberliga ab und schaffte in der jeweiligen Folgesaison den direkten Wiederaufstieg ins Oberhause. Insgesamt kam Uteß auf 251 Punktspieleinsätze für Hansa, davon 193 in der Oberliga (13 Tore) und 58 in der Liga (acht Treffer), sowie weitere 14 Partien in der Aufstiegsrunde (zwei Tore) zur ostdeutschen Elitespielklasse. Noch während der laufenden Saison 1987/88 wechselte Uteß zur BSG Chemie Velten in die drittklassige Bezirksliga Potsdam. Für Velten spielte er rund ein Jahr, bevor er ab November 1988 für die BSG Kabelwerk Oberspree Berlin auflief.

### Auswahleinsätze
Der Hansa-Akteur spielte ab 1975 zunächst in der U-18-Nationalmannschaft des DFV. Mit seinem Jahrgang gelang ihm jedoch nicht die Qualifikation für das UEFA-Juniorenturnier 1976, der inoffiziellen Europameisterschaft in dieser Altersklasse. Mit der DDR-U-21-Auswahl holte er 1980 den 2. Platz in der Nachwuchs-EM. Uteß kam ab dem Viertelfinalrückspiel gegen Ungarn, das nach einer 0:2-Hinspielniederlage mit 3:0 siegreich gestaltet wurde, in den Kader der U-21 und wurde auch in den Halbfinal- und Finalspielen gegen England beziehungsweise die Sowjetunion aufgeboten.
Als im März 1982 die  DDR-Nationalmannschaft zu einer Gastspielreise in den Irak aufbrach, musste Trainer Rudolf Krause auf fünf Stammspieler verzichten, und so wurde neben anderen Neulingen auch Uteß in das Aufgebot aufgenommen. Es wurden zwei Spiele mit der Irakischen Fußballnationalmannschaft ausgetragen, wobei nur die erste Begegnung einen offiziellen Länderspielcharakter trug. Diese wurde am 2. März ausgetragen und endete 0:0. Uteß bestritt die gesamte Spieldauer als linker Verteidiger. In der zwei Tage später ausgetragenen inoffiziellen zweiten Partie (1:1) wurde Uteß in der 65. Minute für den Linksaußen Matthias Döschner eingewechselt.
Zu weiteren A-Länderspielen kam es für Uteß nicht mehr, jedoch bestritt im selben Jahr noch ein Testspiel mit der DDR-Olympiaauswahl. In der ersten Partie dieser nach dem Olympiasilber von Moskau 1980 neu formierten Elf gab Uteß den Libero in der DFV-Vertretung beim 3:3 gegen Rumänien am 22. September 1982 in Rostock. Im weiteren Verlauf des Teamaufbaus für das olympische Fußballturnier 1984 und die davor zu absolvierende Qualifikation spielte der Rostocker keine Rolle bei den Auswahlverantwortlichen mehr.